# Xander Ketrzynski
Xander Wolf Wassenaar Ketrzynski (ur. 27 stycznia 2000 w Toronto) – kanadyjski siatkarz, grający na pozycji atakującego, reprezentant Kanady. 
Jego ojciec Alexander był siatkarzem. Przez 2 lata grał we Włoszech i uczestniczył wraz z reprezentacją Kanady na Igrzyskach Olimpijskich w Los Angeles, gdzie zajęli 4. miejsce. Również Xandera młodsi bracia Cole i Trent grają zawodowo w siatkówkę.

## Przebieg kariery
| Lata                      | Klub                |
| ------------------------- | ------------------- |
| 2018–2020                 | Ryerson University  |
| 2020–2021                 | Al Sadd SC          |
| 2021–2021 (do 12.2021)    | Ribnica Kraljevo    |
| 2021–2022 (od 20.12.2021) | SK Zadruga Aich/Dob |
| 2022–                     | SVG Lüneburg        |

## Sukcesy klubowe
MEVZA - Liga Środkowoeuropejska:
- 2022[6]

Liga austriacka:
- 2022[7]

Puchar CEV:
- 2024[8]

Liga niemiecka:
- 2025[9]

## Sukcesy reprezentacyjne
Mistrzostwa Ameryki Północnej, Środkowej i Karaibów Juniorów:
- 2018

Puchar Panamerykański Juniorów:
- 2019[10]

Mistrzostwa Ameryki Północnej, Środkowej i Karaibów:
- 2021

Puchar Panamerykański:
- 2022[11]

## Nagrody indywidualne
- 2019: Najlepszy atakujący i serwujący Pucharu Panamerykańskiego Juniorów[12]